# Chrysopa lambda
Chrysopa lambda is een insect uit de familie van de gaasvliegen (Chrysopidae), die tot de orde netvleugeligen (Neuroptera) behoort. 
Chrysopa lambda is voor het eerst wetenschappelijk beschreven door Navás in 1933.